# ハロルド・リンゼル
ハロルド・リンゼル（英語：Harold Lindsell   、1913年12月22日 - 1998年1月22日）は、ニューヨーク出身の神学者、編集長、神学博士、牧師である。
「クリスチャニティ・トゥディ」の2代目編集長。フラー神学大学の創立者にして、初期の教授の一人である。

## 聖書のための戦い
1976年に『聖書のための戦い』（The Battle for the Bible ）を出版した。彼はこの本で聖書の無誤性（イネランシー、聖書にまったく誤りが無い）を強調し、限定的無誤説（宗教的に誤りはないが、歴史、科学には誤りがある）を非難した。ここから大きな論争が起こり、聖書無誤（Biblical inerrancy）の立場を擁護する神学者は聖書の無誤性に関するシカゴ声明を発表し、聖書信仰の防衛に努めた。ただし、日本の福音派はリンゼルの絶対無誤説ではなく、十全無誤説をとっている。

## 経歴
- 1938年 ホイートン大学卒業
- 1942年 ニューヨーク大学で博士号（Ph.D）取得
- 1944年-1947年 北部バプテスト神学校の教授
- 1947年-1964年 フラー神学大学の教授および副学長
- 1964年 フラー神学大学で神学博士（Doctor of Divinity）取得
- 1967年-1968年 ホイートン・カレッジの教授
- 1969年-1978年 クリスチャニティ・トゥディの編集長

## 著書
- 『聖書教理ハンドブック』 (チャールズ・ウッドブリッジとの共著)、いのちのことば社 ISBN 426401378X
- The Battle for the Bible ISBN 0310276810